# Castanotherium nigriceps
Castanotherium nigriceps är en mångfotingart som först beskrevs av Pocock 1894.  Castanotherium nigriceps ingår i släktet Castanotherium och familjen Zephroniidae. Inga underarter finns listade i Catalogue of Life.